# Yokohama (stad)
Yokohama (Japans: 横浜市, Yokohama-shi) is de hoofdstad van de Japanse prefectuur Kanagawa. Het is de op een na grootste stad van Japan. Bij de volkstelling van 2020 had de stad 3.777.491 inwoners op een oppervlakte van 437,38 km². Yokohama maakt deel uit van Groot-Tokio. Hierbinnen fungeert het als slaapstad: er verblijven 's nachts 9% meer mensen dan overdag.

## Wijken
Yokohama heeft een Chinatown en 18 wijken (ku):
| - Aoba-ku (青葉区) - Asahi-ku (旭区) - Hodogaya-ku (保土ヶ谷区) - Isogo-ku (磯子区) - Izumi-ku (泉区) - Kanagawa-ku (神奈川区) - Kanazawa-ku (金沢区) - Kōhoku-ku (港北区) - Kōnan-ku (港南区) | - Midori-ku (緑区) - Minami-ku (南区) - Naka-ku (中区) - Nishi-ku (西区) - Sakae-ku (栄区) - Seya-ku (瀬谷区) - Totsuka-ku (戸塚区) - Tsurumi-ku (鶴見区) - Tsuzuki-ku (都筑区) |

## Verkeer en vervoer
Japan was eeuwen lang bijna volledig afgesloten van het buitenland. Hierin kwam verandering met het Verdrag van Vriendschap en Handel tussen Japan en de Verenigde Staten dat in 1858 werd getekend. In dit verdrag werd Kanagawa specifiek genoemd en op 2 juni 1859 werd de haven van Yokohama officieel geopend voor buitenlandse handel. Jaarlijks wordt zo'n 100 miljoen ton aan lading in de haven overgeslagen.
Het publieke en private aanbod aan spoorvervoer in Yokohama regio is groot. De belangrijkste knooppunten binnen de stad zijn station Yokohoma en station Shin-Yokohama. Hier vertrekt een groot aantal lokale en regionale treinen van East Japan Railway Company. Naast JR East en enkele treinen van JR Central zijn nog tal van (half)private spoorwegondernemingen actief, zoals Tokyu, Keikyu en Sotetsu.
De metro van Yokohama bestaat uit drie lijnen en kent 45 stations. De groene en blauwe lijn worden geëxploiteerd door het stedelijk vervoersbedrijf. De laatste lijn, die het ontwikkelingsgebied Minato Mirai 21 ontsluit, is in handen van een apart semi-overheidsbedrijf. Dagelijks maken 542.000 reizigers gebruik van de metro.
Wegen
- Shuto-autosnelweg
- Ken-O-autosnelweg
- Tomei expresweg
- Autowegen: 1, 15, 16, 246 en 357
- historisch: de Tokaido

## Sport
Yokohama was met het Nissanstadion speelstad bij het WK voetbal 2002. Zelfs de WK finale werd in dit stadion gespeeld en Brazilië won er de wereldtitel. Ook werd het stadion gebruikt voor het WK rugby 2019, waaronder voor de finale. Tijdens de in 2021 georganiseerde Olympische Zomerspelen van 2020 in het nabijgelegen Tokio werden er voetbalwedstrijden gespeeld in Yokohoma.
De Japanse topclub Yokohama F. Marinos is de belangrijkste voetbalclub van Yokohama.

## Stedenbanden
- Bremen (Duitsland)
- Constanța (Roemenië)
- Lyon (Frankrijk)
- Manilla (Filipijnen)
- Mumbai (India)
- Odessa (Oekraïne)
- San Diego (Verenigde Staten)
- Shanghai (China)
- Vancouver (Canada), sinds 1965

## Bekende inwoners van Yokohama

### Geboren
- Teiko Kiwa (1902-1983), operazangeres
- Toshiro Mayuzumi (1929-1997), componist
- Antonio Inoki (1943-2022), professioneel worstelaar
- Hiroshi Yamamoto (1962), handboogschutter
- Satoshi Furukawa (1964), ruimtevaarder
- Soichi Noguchi (1965), ruimtevaarder
- Hiroyuki Asada (1968), mangaka
- Rica Matsumoto (1968), seiyu
- Tadanobu Asano (1973), acteur, model, zanger en gitarist
- Makoto Yukimura (1976), mangaka
- Hideo Fukui (1977), triatleet
- Shunsuke Nakamura (1978), voetballer
- Yuta Tabuse (1980), basketballer
- Crystal Kay (1986), zangeres
- Ryo Tateishi (1989), zwemmer
- Yoshiaki Takagi (1992), voetballer
- Miki Yamane (1993), voetballer
- Ko Itakura (1997), voetballer
- Tomoru Honda (2001), zwemmer
- Kota Takai (2004), voetballer

## Trivia
Het Universeel Esperantocongres vond in 2007 in Yokohama plaats.

## Galerij

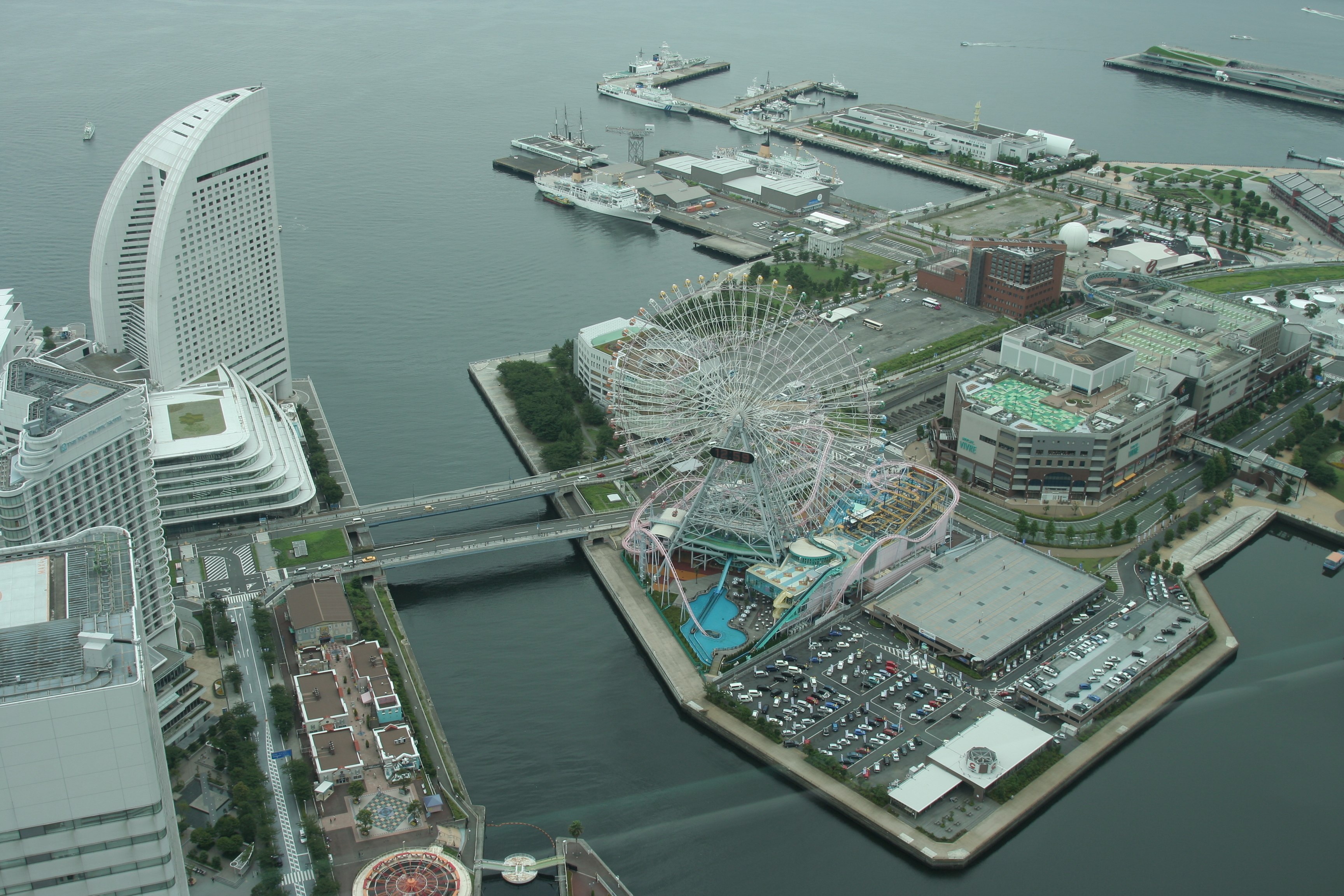
Zicht vanaf de Yokohama Tower op een deel van het centrum
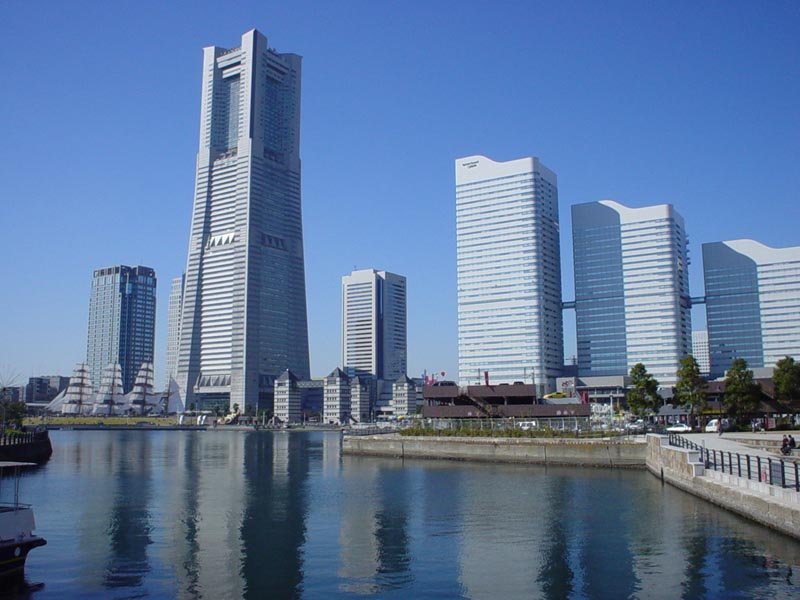
Yokohama - Landmark Tower
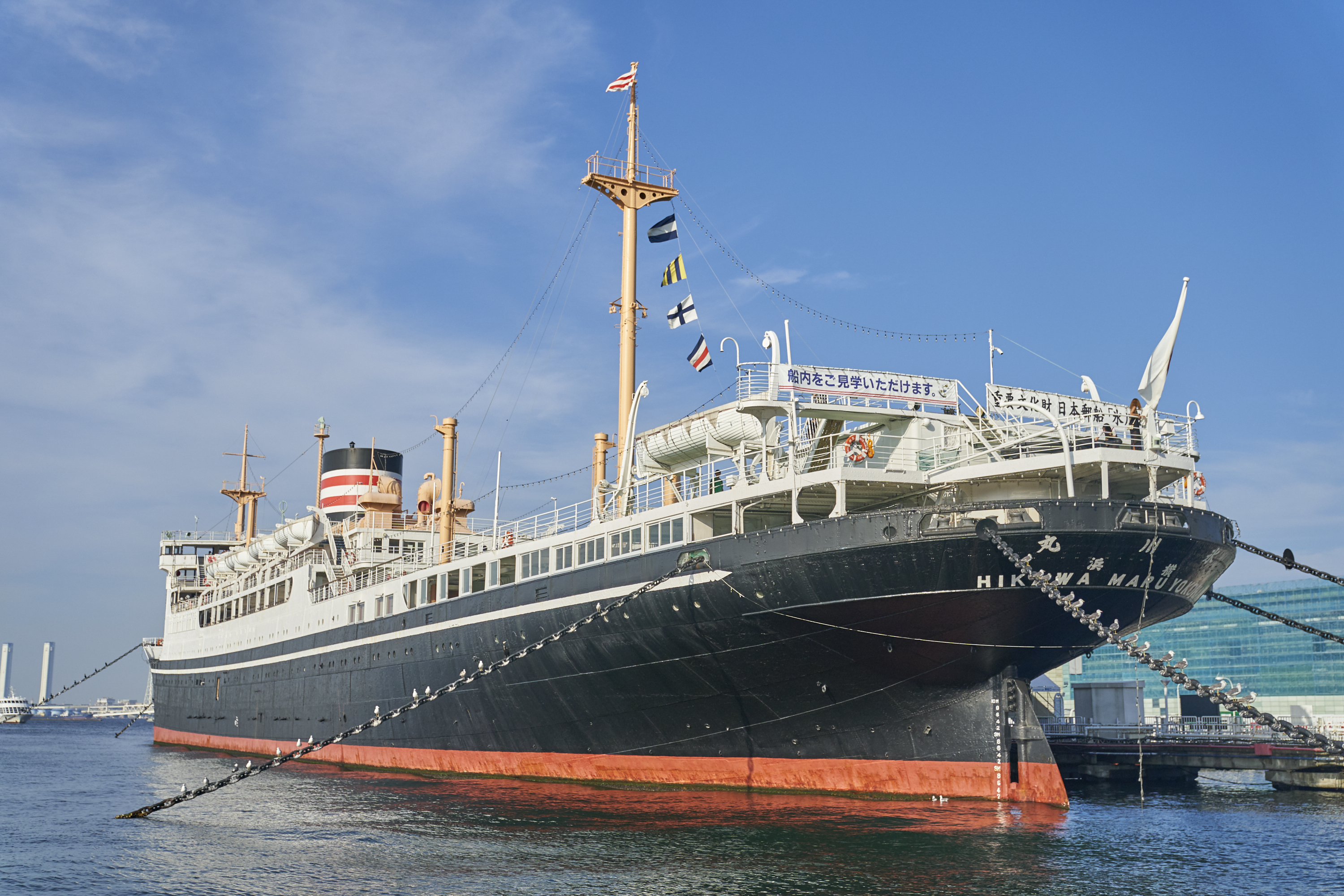
Scheepsmuseum Hikawa Maru